# Marcelo Antelo
Marcelo Antelo, conocido como El asesino de San la Muerte, es un asesino en serie argentino responsable de al menos cuatro asesinatos cometidos en el barrio del Bajo Flores entre febrero y agosto de 2010. Se cree que los mató en asesinatos rituales en nombre del santo pagano San La Muerte. Fue sentenciado a cadena perpetua por los asesinatos de cuatro personas, aunque se sospecha que llegó a matar a muchas más.

## Primeros años
Marcelito, como le decían sus conocidos, creció en un hogar disfuncional: su abuela era alcohólica, su padre era un adicto a las drogas, y su madre lo golpeaba repetidas veces. Fue echado de su hogar después de que su madre descubriera que era adicto a la 'pasta base'. Tras ser abandonado por su familia, fue a vivir con su tío, el cual luego sería asesinado en un ajuste de cuentas.
Pasó su adolescencia en varios centros de rehabilitación, donde no pudo curarse de su adicción. A los 20, su novia embarazada lo echó de la casa después de que él la golpeara. Marcelo se convirtió en un indigente, se unió a una iglesia llamada "Iglesia de Dios en Fuerza" para obtener un techo donde vivir. Pero no pudo seguir debido a que no pudo curarse de su adicción a las drogas. Se adentró en el narcotráfico, donde fue herido y perdió un riñón en un tiroteo.

## Víctimas
El 21 de febrero de 2010, Marcelo intentó asesinar a Jorge Diaz en un supuesto asalto. Diaz sobrevivió y Marcelo fue condenado por intento de asesinato y robo, pero fue liberado a las pocas semanas.

### Rodrigo Ezcurra
Rodrigo Ezcurra era un estudiante de filosofía de 27 años, que también había estudiado derecho. Consumía drogas y había empezado una terapia para dejarlas, tan solo dos meses antes de ser asesinado. El 11 de abril de 2010 cerca de las 2 de la madrugada, Rodrigo sería abordado por Marcelo Antelo y otros cinco chicos no identificados, quienes le apuntaron con un arma y le robaron las pertenencias. A pesar de no oponer resistencia, Marcelo lo ejecutó de un disparo en el pecho antes de darse a la fuga. El hecho fue grabado por un testigo.

### Intento de asesinato a Darío Romero
El 24 de junio de 2010, Marcelo se encontró en la calle a Darío Romero, un amigo que lo dejó vivir en su casa. Marcelo gritó su nombre y acto seguido le disparó con una escopeta. Darío sobrevivió al ataque y Marcelo fue condenado por el intento de asesinato, pero, de nuevo, fue liberado a las pocas semanas.

### Jorge Mansilla
El 8 de agosto de 2010, Marcelo decidió asesinar a Jorge Mansilla, un examigo que lo echó de su departamento por su adicción a las drogas. Marcelo tocó el timbre y cuando Mansilla abrió lo asesinó rápidamente de un disparo en el pecho.
Horas después, Marcelo le disparó al mecánico Mario Jorge Quiero después de que tratara de cobrarle una deuda. Se cree que Marcelo intentó rematarlo, pero se dio a la fuga tras darse cuenta de que estaba siendo visto por unos testigos.

### Pablo Zaniuk y Marcelo Cabrera
Unos días después, el 15 de agosto, Marcelo se cruzó en la calle con dos conocidos, Pablo Zaniuk y Marcelo Cabrera. Al instante Marcelo sacó su arma y mató a Pablo de un disparo en la cabeza y luego asesinó a Marcelo de nueve disparos.

### Posibles víctimas
Marcelo también fue llevado a juicio por el asesinato de Santos Valeroso Vargas, pero no fue encontrado culpable. También es sospechoso de haber asesinado al vagabundo Pablo Villa y a un joven no identificado conocido como "El Diablo", quienes fueron ejecutados de un disparo en la cabeza y posteriormente quemados. Es muy probable que Marcelo haya cometidos más asesinatos que nunca se hicieron públicos.

## Apresamiento y juicio
Marcelo fue detenido a finales de agosto de 2010. Su juicio empezó el 6 de agosto de 2012. En dicho juicio, Marcelo negó conocer al santo pagano y alegó haber sido inculpado injustamente por la policía, afirmado que le habían implantado un arma en su apartamento. No obstante, el jurado no le creyó debido a la gran cantidad de pruebas en su contra, entre las que se encontraban los relatos de una decena de testigos, las pruebas balísticas y la grabación de la muerte de Rodrigo Ezcurra que un presente en el hecho realizó. El juez Federico Salvá lo condenó a cadena perpetua, lo que no generó ninguna reacción emocional por parte de Marcelo.

## Crimes

### Ataque a Jorge Díaz
El 21 de febrero de 2010, Antelo le disparó a Jorge Díaz en las piernas durante un intento de robo. Díaz sobrevivió y Antelo fue condenado por robo e intento de asesinato, pero fue liberado poco tiempo después. Sus ataques siguientes los perpetraba de noche, cuando no se le podía ver con tanta facilidad.

### Asesinato de Rodrigo Ezcurra
Ezcurra, un estudiante de filosofía de 27 años, quien también había estudiado derecho y trabajado en el juzgado, era un drogadicto que vivía con su padre Horacio en Palermo. Buscando cambiar su vida después de un largo viaje por México, Ezcurra había comenzado una terapia para tratar su adicción, pero, dos meses después, el 11 de abril de 2010, alrededor de las 2 de la mañana, se topó en un callejón con "Los Chicos del Kindergarten", una pandilla de menores de edad liderada por Antelo. Quisieron despojarlo de sus posesiones y a pesar de ceder a sus exigencias, Antelo le disparó en el pecho, matándolo en el acto. La bicicleta y el teléfono móvil de Ezcurra fueron luego robados por los autores del hecho, quienes, sin que ellos lo supieran, fueron vistos por varios testigos e incluso grabados por uno.

### Ataque a Darío Romero
El 24 de junio, Antelo agredió a Darío Romero, un hombre que vivía con él. Mientras paseaba por el barrio, se encontró con Romero, quien iba a jugar al fútbol en un campo cercano. Antelo lo llamó y, sin perder tiempo, le disparó en la mano con una escopeta. Romero sobrevivió y Antelo fue arrestado y condenado por causar lesiones graves. Una vez más fue liberado después de un tiempo.

### Asesinato de Jorge Mansilla y atentado a Mario Quiero
El 8 de agosto de 2010, Antelo buscó vengarse de Jorge Héctor Mansilla, un excompañero de piso que lo había echado de la casa por sus problemas de adicción. Antelo tocó el timbre y, cuando Mansilla abrió, lo asesinó en el acto.
Sólo unas horas después, Antelo disparó e hirió a Mario Jorge Quiero, un mecánico, luego de que éste intentara cobrarle una deuda. Antelo le debía dinero por un acuerdo fallido sobre el auto de un amigo. Sin embargo, Quiero logró escapar, y Antelo abandonó la idea de acabar con él.

### Asesinatos de Pablo Zaniuk y Marcelo Cabrera
Unos días después, el 15 de agosto, Antelo se encontró con dos amigos, Pablo Zaniuk y Marcelo Cabrera. Con sus armas, le disparó a Zaniuk en la cara y luego mató a Cabrera con nueve disparos.

### Presuntas víctimas
En un principio, Antelo iba a ser procesado por un quinto asesinato, el de un hombre llamado Santos Valeroso Vargas, pero no se le condenó por esa muerte. También es sospechoso de los asesinatos del vagabundo Pablo Villa y de un joven no identificado conocido simplemente como "El Diablo", quienes fueron baleados y sus cuerpos posteriormente quemados, pero Antelo nunca fue acusado. Se cree que puede haber cometido otros asesinatos en la zona.

## Trial and sentence
A finales del mes, Antelo fue capturado y encarcelado por la policía. El juicio comenzó el 6 de agosto de 2012 y, aunque solo habían asistido las familias de las víctimas, afuera, algunos otros parientes se habían reunido con una multitud y alentaban por una condena, lanzando insultos hacia Antelo, y llegaron incluso a repartir volantes y panfletos acusando a Antelo de asesino. Mientras tanto, el propio condenado negó cualquier tipo de responsabilidad en los asesinatos y demás crímenes, y acusó a la policía de "plantar" una pistola de 9 mm en su casa con el fin de tener un chivo expiatorio de los crímenes sin resolver. Además negó creer en un santo pagano. Sin embargo, el jurado no quedó convencido, ya que había muchas pruebas que contradecían sus afirmaciones, incluidos conocimientos balísticos y testimonios de testigos. El juez Federico Salvá lo condenó a cadena perpetua, lo que no provocó ninguna reacción emotiva en Antelo.